# Ahmad Reza Abedzadeh
Ahmadreza Abedzadeh ou Ahmad Reza Abedzadeh - em persa: احمدرضا عابدزاده (Abadan, 25 de maio de 1966) é um ex-futebolista iraniano que atuava como goleiro.
Em clubes, destacou-se no Persepolis, onde disputou 91 partidas entre 1994 e 2000, marcando um gol. Com a camisa do Exército Vermelho, atuou em 13 edições do Dérbi de Teerã, com 7 vitórias e 6 empates, além de ter ficado 803 minutos sem levar gols.
Jogou também por Sepahan, Isfahan XI, Gendarmerie Tehran, Tam Isfahan e Esteghlal. Conhecido como "Águia da Ásia", Abedzadeh encerrou sua carreira profissional aos 34 anos, passando a trabalhar como treinador de goleiros. Em 2010, foi auxiliar-técnico no Steel Azin.
Por sua agilidade embaixo das traves, era conhecido como "Águia da Ásia". Em 2009, foi eleito o jogador favorito do Irã nos últimos 30 anos.

## Seleção Iraniana
Pela Seleção Iraniana, Abedzadeh fez sua estreia em fevereiro de 1987, contra o Kuwait. Jogou 2 edições da Copa da Ásia (1992 e 1996) e a Copa de 1998, sendo o arqueiro titular, ficando de fora da partida contra a Iugoslávia devido a uma lesão. Deixou a Seleção Iraniana após o jogo contra a Alemanha, que selou a eliminação do Team Melli, encerrando sua trajetória internacional com 79 jogos disputados.

## Vida pessoal
Casado desde 1988, é pai de 2 filhos, Negar e Amir Abedzadeh, que também é goleiro. Fora do futebol, é dono de um restaurante.

## Títulos e campanhas de destaque
Esteghlal
- Campeonato Iraniano: 1989–90
- Liga dos Campeões da AFC: 1990–91

Persepolis
- Campeonato Iraniano: 1995–96, 1996–97, 1998–99 e 1999–2000
- Copa do Irã: 1998–99

Seleção Iraniana
- Jogos Asiáticos: medalha de bronze (1990)